# Giovanni Battista Tempesti

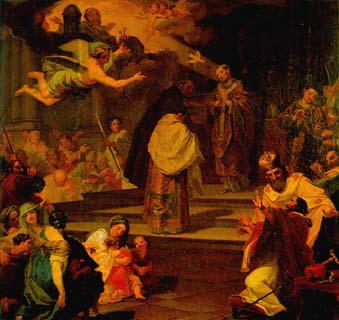
Papa Eugenio III celebra la messa, Pisa, Museo nazionale di palazzo Reale

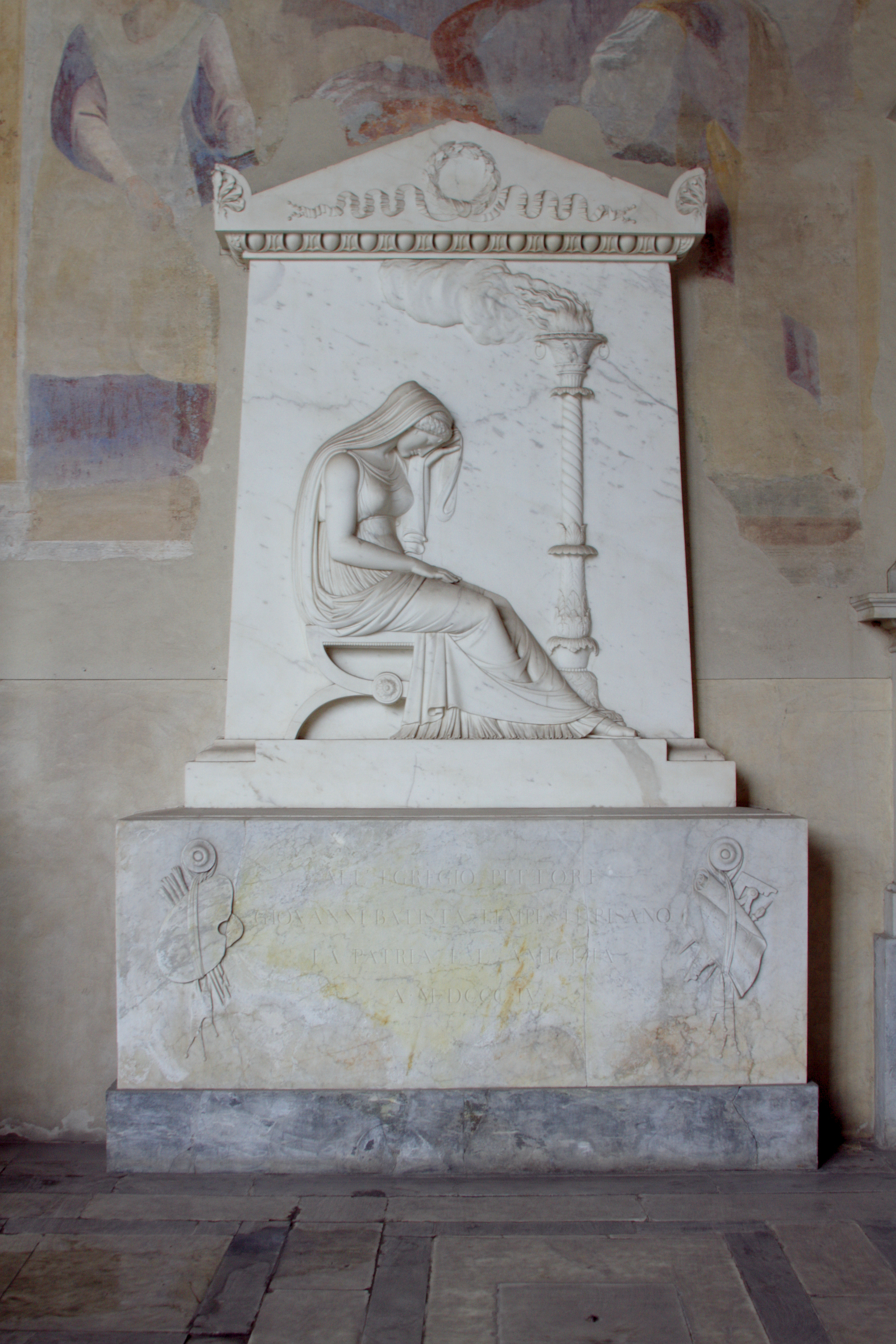
Tomba nel camposanto monumentale di Pisa

Giovanni Battista Tempesti (Volterra, 9 agosto 1729 – Pisa, 2 febbraio 1804) è stato un pittore italiano.

## Biografia
Studiò a Pisa e poi si stabilì a Roma. Fu un fautore della pittura a fresco. Durante un suo ritorno a Pisa dipinse per la chiesa di San Domenico scene tratte dalla Vita di santa Chiara Gambacorti, e all'interno della Cattedrale dipinse Celebrazione di Papa Eugenio III. 
Nel 1756 realizzò all'interno del Palazzo alla Giornata di Pisa l'opera Allegoria della primavera. Durante questo periodo collaborò con il pittore Jacopo Donati, soprattutto a Palazzo Ruschi, dove eseguì due dipinti allegorici rappresentando la Terra e l'Acqua (1757; in situ). 
Dipinse inoltre la sala della musica nel Palazzo Pitti per Leopoldo I, così come diversi affreschi in palazzi e ville di Pisa.
Tra i suoi lavori degni di nota ritroviamo L'ultima cena per la Cattedrale di Pisa, la Morte di san Ranieri e  il Martirio di sant'Orsola per l'Oratorio di San Vito. 
Nel 1757 si recò a Roma, dove divenne allievo di Placido Costanzi e subì la grande influenza di Pompeo Batoni.
Morì a Pisa nel 1804 e fu qui sepolto nel Camposanto Monumentale della Piazza del Duomo dove è possibile visitare la sua tomba realizzata da Tommaso Masi.

## Omaggi
- Gli è stata dedicata una via a Pisa.